# Flyff
Flyff är en förkortning för Fly For Fun och är ett MMORPG skapat av det koreanska företaget Aeonsoft och utgivet genom spelportalen Gpotato. Spelet är både gratis att ladda ner och utan månadsavgift.
Spelet har även ett PVP-system.

## Gameplay
Nya karaktärer börjar på nivå 1 och en spelare kan ha tre karaktärer per konto, men bara spela som en av dem åt gången. Karaktärerna får s. k. experience points (erfarenhetspoäng) av att spelaren använder dem för att strida mot masquerpets (djur), spelets namn på vilda djur och varelser, och när karaktären fått nog med erfarenhet så ökar den en nivå, till exempel till nivå 2. Ditt mål i spelet är att för varje nivå nå 100 % erfarenhetspoäng. Detta tar dig vidare till nästa nivå. Ju högre nivå du når, desto svårare blir det att få ihop till 100 % och därmed nå nästa nivå. 
Flera spelare kan även gå ihop i ett s. k. party, en grupp av två till åtta karaktärer, för att hjälpa varandra att strida mot starkare masquerpets samt att dela på erfarenhetspoängen de får av att strida mot masquerpets.
Alla karaktärer börjar som s. k. vagrants (lösdrivare) men när de når nivå 15 så får spelaren möjlighet att välja ett yrke åt den. Det finns 4 yrken att välja mellan och valet är bindande. Samtliga yrken har två specialiseringar som kan väljas när karaktären når nivå 60.
Maxnivån som en karaktär kan uppnå är 190 och när karaktären har tillräckligt med erfarenhet för att öka till nivå 121 så kan spelaren välja att bli en s. k. Master. Detta innebär att karaktärens nivå sänks till 60 och karaktären får bara 50 procent av erfarenheten för dödandet av masquerpets och utförandet av uppdrag.
En karaktär som ligger på nivå 120 och är Master tillika, och har nog med erfarenhet att nå nivå 121, kan göra ett Hero-uppdrag. När detta är avklarat så ökar karaktärens nivå till 121 och en "H" (Hero) symbol tillämpas bredvid karaktärens namn, det bör också tilläggas att den 50 procentiga erfarenhets reduktionen tas bort.

### Vapen, sköldar, rustningar etcetera
Rustningar, sköldar och vapen kan köpas antingen genom NPC (Non-Player-Characters), andra spelares egena s. k. Private Shops, eller den s. k. Trade-funktionen.
Olika rustningar, vapen och sköldar har olika nivåkrav. Om du ej når upp till nivåkravet kan du ej använda saken i fråga. De flesta sakerna kan köpas av NPC, men sedan finns det även sällsynta föremål som ej kan hittas att köpa hos NPC. Ett exempel på ett sådant föremål är en s. k. Green.
Greens är föremål där namnet inte är skrivet med blå text som vanliga prylar. Greens kan vara svåra att hitta och säljs inte hos NPC. Green-rustningar finns från låga nivåer till nivå 120. Men det finns bara Green-vapen från nivå 60. Green-sköldar finns ej. Nytt är även att det på senare tid har lagts till diverse set för accessoarer (ringar och amuletter).

### Vapen- och rustningsuppgraderingar
Vapen kan uppgraderas genom att köpa Sunstones (magiska uppgraderingsstenar). Efter att vapnet/rustningen blir +3 i antingen element uppgradering (elektricitet, eld, vatten osv.) så måste du köpa ett s. k. Scroll som skyddar föremålet i fråga från att förstöras vid uppgraderingen. 
Accessoarer kan inte uppgraderas med Sunstones utan uppgraderas med Moonstones. Värdet (i spelet) för Sunstones och Moonstones varierar stort i pris för varje serverkluster. Samtliga stenar/Scrolls kan ej köpas hos NPC, utan kan köpas antingen från Gpotatos hemsida för riktiga pengar, hittas via att döda monster (i spelet) eller köpas av andra spelare.
Awakening Ett välkänt sätt att göra din karaktär starkare (genom antingen rustning eller vapen) är att lägga en s. k. Awakening på utrustningen. Ett sådan Scroll kan köpas hos en av de 4-5 smederna i Flaris (Flarine) och kostar 100 000 Penya (ingame valuta). Vad din utrustning får för uppgradering via en Awakening är helt slumpartat och kan inte bestämmas.